# Мушке сузе
Мушке сузе су роман српске новинарке Биљане Петровић (1957) објављен 2006. године, а који је 2009. године објављен објединињен са новонасталим другим делом као Мушке сузе. Део 1, 2 у издању издавачке куће АШ дела из Земуна.

## О аутору
Биљана Биба Петровић је рођена у Гостивару 1957. године. Живела је у Македонији и у Србији. Бави се новинарством.

## О роману
Књига Мушке сузе је истинита прича мајке хомосексуалца, о томе како сазнаје да јој је син хомосексуалац, и све о томе како геј популација живи у Србији. Сузе из наслова романа Мушке сузе су сузе хомосексуалца, сина јунакиње романа. Мајка из синовљевог дневника сазнаје како и он као хомосексуалац жели љубав, пажњу, разумевање и поштовање и колико му је то тешко да досегне. Ауторка је описала младог човека који себе доживљава као другачијег.